# Gambas al ajillo

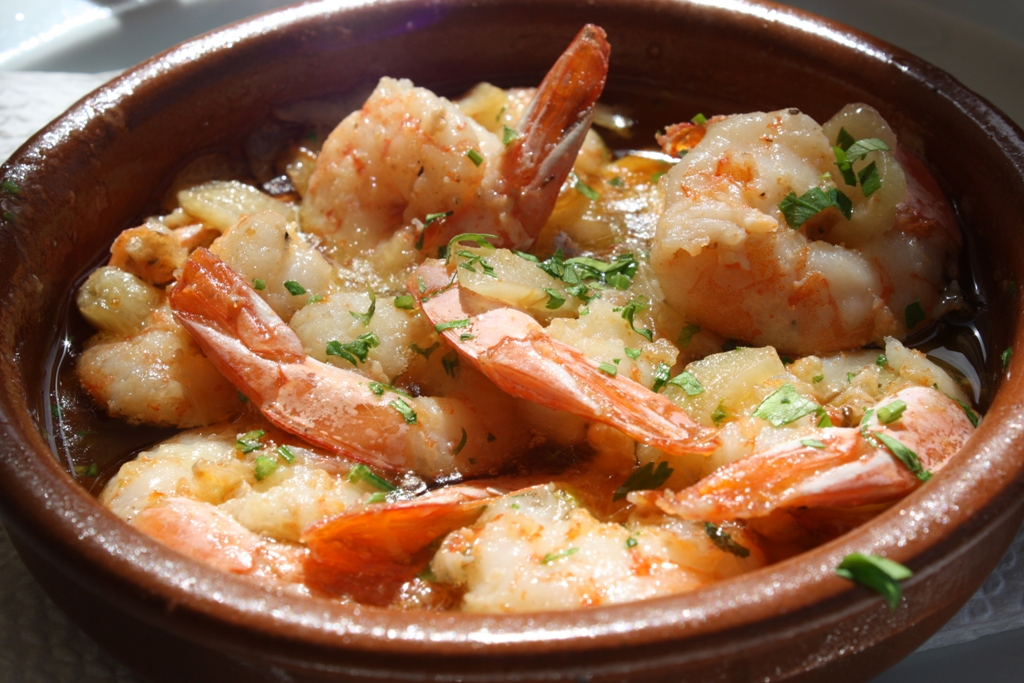
Gambas al ajillo

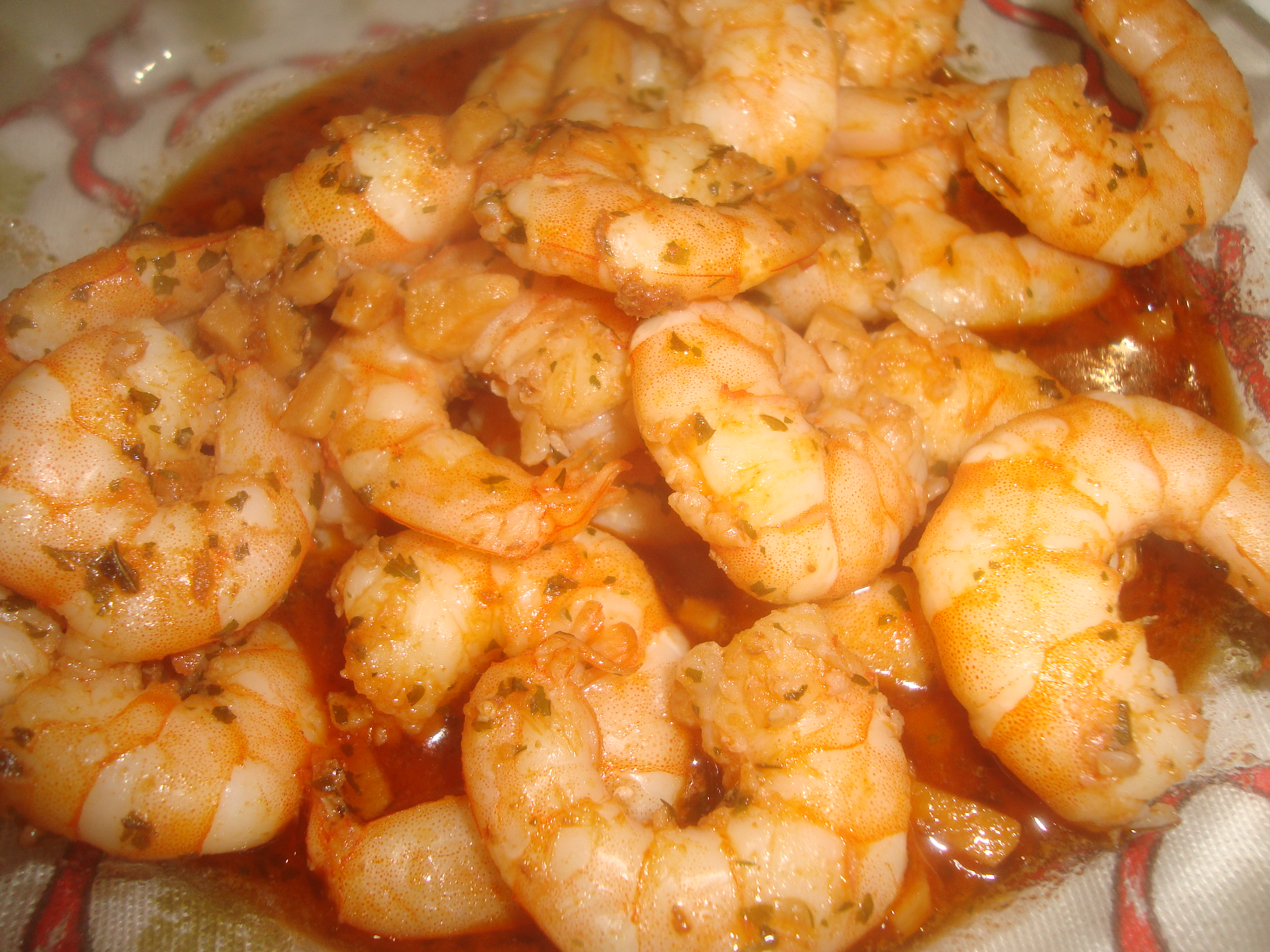
Gambas al ajillo

Gambas al ajillo (Span. für Knoblauchgarnelen) sind eine Tapa aus Spanien. Das Gericht wird klassischerweise in einer speziellen Tonschale, einer Cazuela de barro, zubereitet und auch darin serviert. 
Die in Zitronensaft marinierten Gambas werden unter Zugabe von Chilischoten und Salz gegart, mit etwas gehackter Petersilie oder anderen Kräutern bestreut und unter reichlicher Zugabe von siedendem Olivenöl und darin gegartem Knoblauch sofort serviert. 